# Маховик (село)
Махови́к — село в Україні, у Берестинському районі Харківської області. Населення становить 194 осіб. Орган місцевого самоврядування — Попівська сільська рада.

## Географія
Село Маховик знаходиться за 2 км від річки Берестова (лівий берег), до села прилягають села Петрівка і Попівка, за 2 км розташоване селище Балки. Біля села протікає пересихаюча річка Лип'янка. До села примикають лісові масиви. Поруч із селом проходить залізниця, станція Розжив'ївка. На відстані 2 км проходить автомобільна дорога Р51.

## Історія
1752 — дата заснування.

## Населення
Згідно з переписом УРСР 1989 року чисельність наявного населення села становила 260 осіб, з яких 103 чоловіки та 157 жінок.
За переписом населення України 2001 року в селі мешкали 194 особи.

### Мова
Розподіл населення за рідною мовою за даними перепису 2001 року:
| Мова       | Відсоток |
| ---------- | -------- |
| українська | 92,78 %  |
| російська  | 6,70 %   |
| білоруська | 0,52 %   |